# Frederik Johnstrup
Johannes Frederik Johnstrup, född 12 mars 1818 på Christianshavn, död 31 december 1894, var en dansk geolog.
Johnstrup blev student 1837 och tog 1844 polyteknisk kandidatexamen i använd naturvetenskap. Redan 1842 blev han assistent hos Johan Georg Forchhammer, först på Polyteknisk læreanstalts kemiska laboratorium, senare tillika på Köpenhamns universitets mineralogiska museum. En kort tid var han dessutom lärare vid Søkadetakademiet, intill han 1846 blev t.f. docent i fysik, kemi och mineralogi vid Sorø Akademi. Då denna två år senare upphörde blev han adjunkt, från 1850 överlärare i Kolding, därefter vid Sorø lärdomsskola. På sistnämnda plats verkade han 1851-66 med framgång som lärare och bedrev samtidigt geologiska studier, så att han 1866 kunde efterträda Forchhammer som professor i mineralogi (även geologi) vid Köpenhamns universitet, en befattning vilken han behöll intill sin död. 
Med sina personliga egenskaper kunde han sprida intresset för geologi i vida kretsar. Som ledare för Mineralogisk museum kunde han trots bristfälliga lokaler och dåligt stöd att hålla samlingarna i paritet med vetenskapens snabba utveckling. Kort före sin död fick museet en tidsenlig ny byggnad, i vars planläggande han nedlade ett stort arbete och även ledde även inflyttningen (1893). En särskilt stor förtjänst inlade han genom att skapa (1876) det statliga Grønlands geologiske og geografiske undersøgelse, för vilket han intill sin död ledde, först ensam och från 1878 som ordförande för en i detta ändamål tillsatt kommission. Likaledes organiserade och ledde han den 1888 upprättade Danmarks geologiske undersøgelse.
Johnstrup författade en kortfattad lärobok i kemi, som utkom i tre upplagor (1855, 1858 och 1863); hans huvudarbeten är en rad betydelsefulla undersökningar angående Danmarks och delvis även dess biländers geologi. Det föll på hans lott att i Danmark införa den för förståelsen av den danske jordmånen så viktiga glacialteorin, och han bidrog själv väsentligt till denna teoris utveckling genom arbeten om Møns Klint (1874), om räfflorna på Bornholm, om Cyprinaleran på Langeland och om Yoldialeran i Vendsyssel (universitetsprogrammen 1882), undersökningar, som senare dels bildade grundval för, dels gav anledning till viktiga, ytterligare slutsatser och arbeten av ut- och inländska geologer. Kunskapen om Danmarks äldre formationer utvidgades betydligt genom hans arbeten bland annat om Bornholms geologi (1874 och 1889), om Faxekalkens bildning (1864), och om grönsanden på Själland (1876). Av sammanfattande framställningar kan särskilt nämnas Jyllands geognostiske forhold (1875) och Oversigt over de geognostiske forhold i Danmark (1882). Av biländerna besökte han Island 1871 (tillsammans med Bernhard Lundgren) och 1876, där han undersökte en rad vulkaniska fenomen, Färöarna 1872 (undersökning av kollagren) och Grönland 1874 (kryolitförekomsten). 
Johnstrup blev 1878 ledamot av Fysiografiska sällskapet i Lund, 1889 korresponderande ledamot av Geologiska Föreningen i Stockholm och 1894 hedersdoktor vid Köpenhamns universitet.